# 드라이브 (2011년 영화)
《드라이브》(영어: Drive)는 2011년 공개된 미국의 범죄 드라마 영화이다. 니콜라스 빈딩 레픈의 연출 작품으로, 제임스 샐리스의 동명 소설을 원작으로 했다. 라이언 고즐링, 캐리 멀리건, 오스카 아이작, 브라이언 크랜스턴, 크리스티나 헨드릭스, 론 펄먼, 앨버트 브룩스가 출연했다.

## 줄거리
이 영화는 낮에는 할리우드 스턴트 드라이버로, 밤에는 범죄자들을 위한 도주 운전사로 일하는 이름 없는 남자가 주인공이다. 그는 이웃집 여성 아이린과 그녀의 어린 아들 베니시오에게 호감을 느끼게 된다. 아이린의 남편 스탠다드가 감옥에서 출소하면서, 이들의 관계는 복잡해진다. 스탠다드는 빚 때문에 위험한 상황에 처하고, 결국 주인공은 스탠다드와 함께 거액의 강도 계획에 휘말린다.
계획은 실패로 돌아가고, 그 과정에서 스탠다드는 사망한다. 주인공은 강도 사건의 배후에 있는 인물들을 추적하면서, 돈을 빼돌리려던 공범과 그 일당, 그리고 그들을 조종한 마피아들과 얽히게 된다. 아이린의 안전이 위협받는 상황까지 이르게 되자, 주인공은 폭력적인 방법으로 적들을 하나씩 제거해 나간다. 그는 돈을 되찾고 아이린을 보호하려 하지만, 그 과정에서 많은 사람들이 죽고, 주인공 자신도 깊은 상처를 입는다. 결국 주인공은 아이린과 베니시오를 위해 그들의 곁을 떠나기로 결심하고, 상처 입은 몸으로 어둠 속으로 사라진다.

## 배역
- 라이언 고슬링 - 드라이버 역
- 캐리 멀리건 - 아이린 역
- 브라이언 크랜스톤 - 섀넌 역
- 앨버트 브룩스 - 버니 로즈 역
- 오스카 아이작 - 스탠다드 가브리엘 역
- 크리스티나 헨드릭스 - 블랑슈 역
- 론 펄먼 - 니노 역
- 케이든 레오스 - 베니시오 역
- 제임스 비버리 - 쿡 역

## 같이 보기
- 하이스트 영화